# マイケル・ウォーカー (競馬)
マイケル・ウォーカー（Michael Walker, 1984年 - ）は、マオリ系ニュージーランド人の競馬の騎手。ニュージーランドおよびオーストラリアで騎乗し、ニュージーランドダービーなどの大競走で勝鞍を挙げている。

## 経歴
北島ロトルアの出身で、後に家族ごとワイタラへと移っている。11歳のときにアラン・シャーロック調教師に師事し、学校に通いながらそこで騎手としての修業を積んでいった。シャーロックの便宜により、ウォーカーは通例より少し早い15歳で騎手としてデビューした。
ウォーカーはデビュー初年度の1999年/2000年シーズンより早くも頭角を現し、131勝を挙げて新人騎手賞を受賞した。シャーロック所属のもとで、ウォーカーはニュージーランドを中心にしながら海外遠征も行い、オーストラリアや香港、マレーシア、シンガポール、マカオ、日本などでも騎乗している。2003年/2004年シーズンにはニュージーランド滞在期間が4分の3だったにも拘らず、107勝を挙げて新人賞を再び獲得している。
さらなる高みを目指して、2004年5月にオーストラリアのメルボルンへ移住した。移ってから間もなくオーストラリアで騎手業を始め、数日後にはワーナムブールカップにおいて単勝31倍の大穴馬を優勝させて早くも注目を集めた。さらに同年のブリスベンカップ（当時G1）をデインストームで優勝し、同国での初のG1競走勝ちを手にしている。しかししばらくすると調子を落としてしまい、2005年にニュージーランドに帰国、マーク・ウォーカー調教師に所属した。その後2006年にオークランドカップに優勝するなど、ウォーカーはその勢いを次第に取り戻していった。
2008年5月に、タラナキでハンティングをしていた最中に10メートルの高さの崖から転落、頭部に重傷を負った。しかし2008年12月には復帰を果たし、後の2010年にはニュージーランドダービーを制している。